# Ана Кольчеро
Ана Кольчеро Арагонес (ісп. Ana Colchero Aragonés; нар. 9 лютого 1968, Веракрус) — мексиканська акторка, письменниця та громадська активістка.

## Життєпис
Народилася 9 лютого 1968 року у місті Веракрус в родині іспанських іммігрантів Фернандо Кольчеро і Ани Марії Арагонес Кастаньєр, де була найстаршою з чотирьох дітей. Вивчала економіку в Національному автономному університеті Мексики у Мехіко та акторську майстерність у Монпельє, Франція. У 19-річному віці отримала одну з головних ролей у теленовелі «Втрачені роки» за участю Рохеліо Герри, Сільвії Паскель та Алехандро Арагона, після чого продовжила успішно співпрацювати з компанією Televisa, одночасно граючи у театрі та кіно. 1995 року, після низки другорядних персонажів, виконала головну роль у теленовелі «Алондра», яка зазнала всесвітнього успіху. Наступного року почала співпрацювати з компанією TV Azteca, отримавши головну роль у теленовелі «Без права на кохання», але ще до завершення зйомок була замінена іншою акторкою і розпочала судовий процес через порушення компанією контракту, який виграла п'ять років потому. 1999 року зіграла головну роль у перуанській теленовелі «Ісабелла, закохана жінка», де її партнером став Крістіан Меєр.
2000 року вступила у шлюб з антропологом Хосе дель Валем, на 18 років старшим за неї. Пізніше пара розлучилася.
2006 року вийшов її дебютний роман «Entre dos fuegos» (Між двох вогнів). 2012 року її другий роман «Los Hijos del Tiempo» (Діти Часу, антиутопія, дія якої відбувається 2060 року) був виданий іспанським видавництвом «Esfera de los Libros». Наступного року були опубліковані ще три її невеликі романи.
Також відома як активістка з захисту прав корінного населення Мексики.

## Фільмографія
| Рік       |    | Українська назва         | Оригінальна назва           | Роль                                                |
| --------- | -- | ------------------------ | --------------------------- | --------------------------------------------------- |
| 1987—1988 | с  | Втрачені роки            | Los años perdidos           | -                                                   |
| 1989      | ф  | Кривава фієста           | Fiesta de sangre            | Надя                                                |
| 1989      | ф  | Двоароматна троянда      | Rosa de dos aromas          | Лоліта                                              |
| 1990      | с  | Відмічений час           | Hora marcada                | Гільма                                              |
| 1990      | с  | Доля                     | Destino                     | Моніка де ла Мора                                   |
| 1991      | с  | Я не вірю в чоловіків    | Yo no creo en los hombres   | Малені Ібаньєс                                      |
| 1991—1992 | с  | Валерія і Максиміліано   | Valeria y Maximiliano       | Сусана Ландеро                                      |
| 1993      | тф | Маріанела                | Marianela                   | Флоренсія                                           |
| 1993—1994 | с  | Дике серце               | Corazón salvaje             | Айме Де Альтаміра де Алькасар Вальє                 |
| 1994      | ф  | Принади шлюбу            | Las delicias del matrimonio | -                                                   |
| 1995      | с  | Алондра                  | Alondra                     | Алондра Діас Реаль                                  |
| 1996—1997 | с  | Без права на кохання     | Nada personal               | Каміла де лос Реєс                                  |
| 1999      | с  | Ісабелла, закохана жінка | Isabella, mujer enamorada   | Ісабелла Лінарес де Альвеар / Клара Ріво де Альвеар |
| 2002      | ф  | Переслідування           | Acosada                     | Еухенія                                             |
| 2004      | кф | Гойдалки диявола         | El columpio del diablo      | -                                                   |

## Нагороди та номінації
TVyNovelas Awards
- 1991 — Номінація на найкращу молоду акторку (Доля).
- 1994 — Найкраща жіноча роль — відкриття (Дике серце).

Eres Awards
- 1994 — Найкраща акторка другого плану (Дике серце).